# Adele (Rethymno)

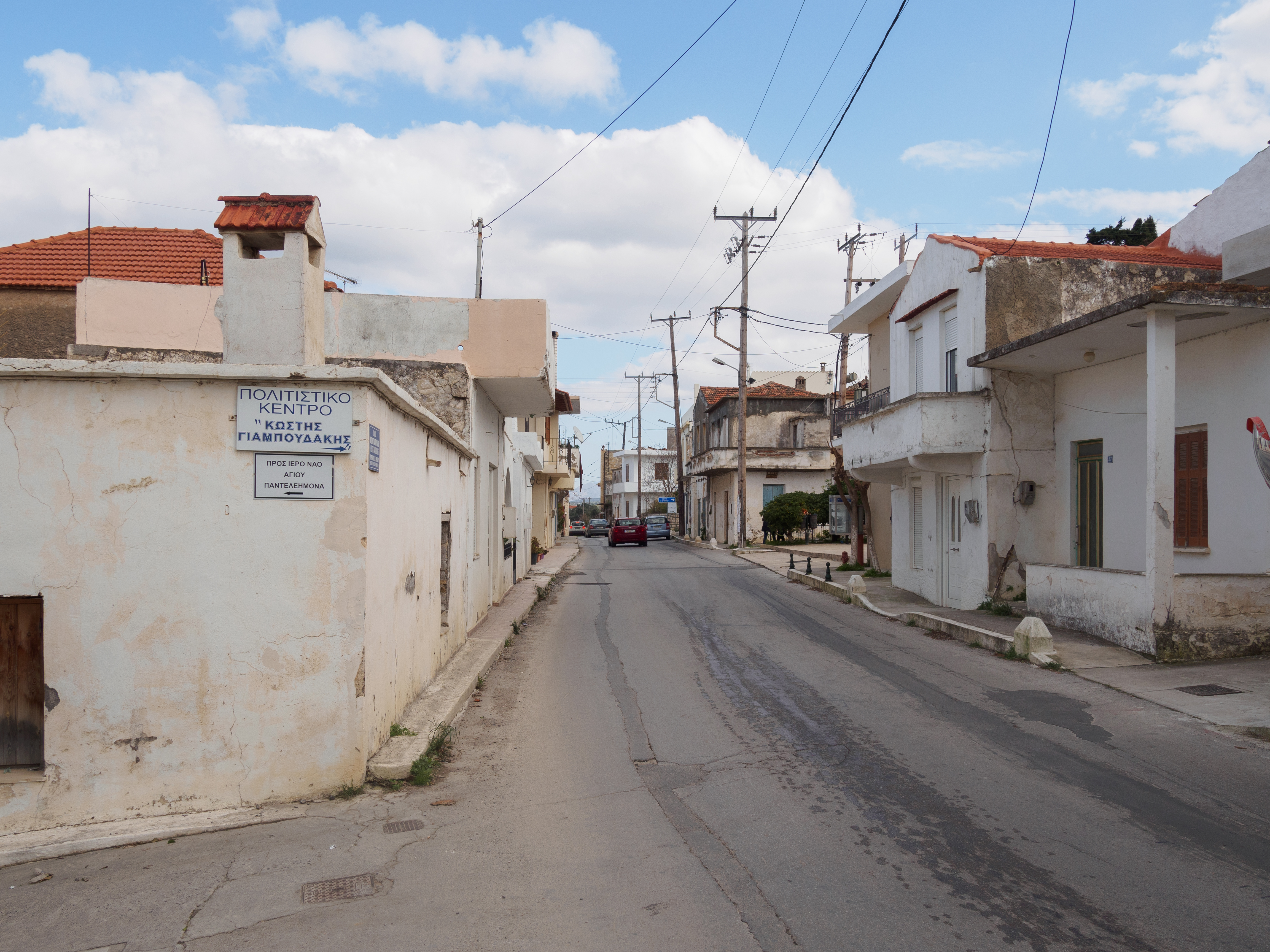
Adele (2020)

Adele (griechisch Άδελε (n. sg.), [ˈaðɛlɛ]) ist eine Ortsgemeinschaft und Zentrum des Gemeindebezirks Arkadi der Gemeinde Rethymno auf Kreta. Adele liegt einige Kilometer östlich des Zentrums von Rethymno und ist mit dem langen (insgesamt 16 km), nach Norden weisenden Sand- und Kies-Strand Richtung Kretisches Meer vorwiegend touristisch orientiert. Zur Ortschaft gehören neben dem eigentlichen, im Jahr 2011 489 Einwohner zählenden Ort Adele noch Kambos Adele oder Adelianos Kambos (Αδελιανός Κάμπος) mit 680 und Agia Paraskevi (Αγία Παρασκευή) mit 246 Einwohnern.
Während sich am Strand Hotel an Hotel reiht, finden sich an der dahinter verlaufenden Straße zahlreiche Lokale und Einkaufsmöglichkeiten. Das weitere Hinterland wird landwirtschaftlich genutzt.